# Râul Valea Seacă, Cașin
Râul Valea Seacă este un curs de apă, afluent al râului Cașin. 